# Skogstorp
Skogstorp este o arie protejată (arie specială de conservare — SAC, sit de importanță comunitară — SCI) din Suedia întinsă pe o suprafață de 49 ha, integral pe uscat.

## Localizare
Centrul sitului Skogstorp este situat la coordonatele 59°03′35″N 17°21′28″E / 59.0597°N 17.3577°E.

## Înființare
Situl Skogstorp a fost declarat sit de importanță comunitară în iunie 2001 pentru a proteja 1 specie de plante. Situl a fost protejat și ca arie specială de conservare în martie 2011.

## Biodiversitate
Situată în ecoregiunea boreală, aria protejată conține 2 habitate naturale: Taiga vestică, Mlaștini împădurite.
La baza desemnării sitului se află o specie protejată de  plante: Buxbaumia viridis.